# Grote Moskee van Makhachkala
De Grote Moskee van Makhachkala is de belangrijkste moskee van de Russische Autonome Republiek Dagestan. Het ontwerp is gemodelleerd naar dat van de Blauwe Moskee in Istanbul. Er is ruimte voor maximaal 17.000 gelovigen.
De bouw van de moskee werd gefinancierd door Turkije. Het werd voltooid en ingehuldigd in 1998. Het is het centrale punt van de belangrijkste verkeersader van de stad, Imam Shamilstraat.